# Григорська-Олексієнко Людмила Іванівна
Людмила Іванівна Григорська-Олексієнко (10 серпня 1955, смт Вигода, Калуський район, Івано-Франківська область – 3 липня 2004, м. Івано-Франківськ) – актриса Івано-Франківського обласного національного академічного музично-драматичного театру імені І. Франка.

## Життєпис
Народилася Людмила Григорська 10 серпня 1955 року в селищі Вигода. Навчалась у Київському театральному інституті ім. І. Карпенка-Карого.
З 1976 року працювала в Івано-Франківському обласному музично-драматичному театрі ім. І. Франка.
Тісно співпрацювала з Вигодським народним театром.
Була мамою трьох дітей, дочки Юлії та синів – Сергія і Руслана.
3 липня 2004 року разом з дітьми, зятем і ненародженим онуком Людмила загинула в автомобільній катастрофі.

## Творчість
Перша головна роль Людмили була у виставі «Срібна павутина» режисера За роки своєї артистичної діяльності створила незабутні образи: Ольги Рошкевич («Терен на шляху» П. Колесника), Роксолани (за однойменним твором Л. Забашти), Тетянки («У неділю рано зілля копала» О. Кобилянської), Берегині («Золотий тік» С. Пушика), Лесі Українки («Шрами на скалі» Р. Іваничука), Василини («Суєта» І. Карпенка-Карого), Марго («Закон вічності» Н. Думбадзе), Маргарити («Багато галасу даремно» В. Шекспіра), Ольги Кобилянської («Біла лілія» Я. Яроша).

## Нагороди
У 1986 року присвоєно звання лауреата обласної премії ім. Мирослава Ірчана. 